# 魔法米老鼠俄罗斯方块
《魔法米老鼠俄罗斯方块》是一款由卡普空制作和发行的益智游戏。本游戏于1998年11月20日在日本地区任天堂64发行，于1999年1月14日在北美地区发行。游戏后在Game Boy Color和PlayStation上发行。本游戏是包含迪士尼角色的俄罗斯方块游戏，并且为仅有几个任天堂64中整个画面都是2D的游戏。
游戏分为三个模式：魔法模式、上下模式和经典模式。